# 欽班區
6°15′07″S 78°28′40″W / 6.2519°S 78.4778°W
欽班區（西班牙語：Distrito de Chimban），是秘魯的一個區，位於該國北部卡哈馬卡大區的喬塔省，始建於1942年10月21日，面積199平方公里，海拔高度1,650米，2005年人口2,842，人口密度每平方公里14人。